# EN 60601-1-3
Die EN 60601-1-3 mit dem Titel „Medizinische elektrische Geräte – Teil 1-3: Allgemeine Festlegungen für die Sicherheit einschließlich der wesentlichen Leistungsmerkmale – Ergänzungsnorm: Strahlenschutz von diagnostischen Röntgengeräten“ ist Teil der Normenreihe EN 60601.
Herausgeber der DIN-Norm DIN EN 60601-1-3 ist das Deutsche Institut für Normung.
Die Norm basiert auf der internationalen Fassung IEC 60601-1-3. Im Rahmen des VDE-Normenwerks ist die Norm als VDE 0750-1-3 klassifiziert, siehe DIN-VDE-Normen Teil 7.
Diese Ergänzungsnorm regelt allgemeine Festlegungen für die Sicherheit, Prüfungen und Richtlinien für Diagnostische Röntgengeräte.

## Gültigkeit
Die deutsche Ausgabe 4.2001 ist ab ihrem Erscheinungsdatum als Deutsche Norm angenommen.
- Die Aktuelle Fassung (12.2008) ist korrespondierend mit der 3. Ausgabe der DIN EN 60601-1 anzuwenden.
- Der Vorgängernorm 2.1995 ist korrespondierend zur 2. Ausgabe der DIN EN 60601-1 anzuwenden.
- Bis alle, auf das zu prüfende Gerät anwendbaren, Unternormen an die 3. Ausgabe der EN 60601-1 angepasst wurden, darf die Version vom Februar 1995 noch angewendet werden.

## Anwendungsbereich
Diese Ergänzungsnorm gilt für Röntgeneinrichtungen und Baugruppen derartiger Geräte, die radiologische Bilder des menschlichen Patienten für die Diagnose, Planung oder zur Unterstützung bei medizinischen Verfahren benutzen.

## Zusatzinformation
Folgende geänderte Anforderungen sind in der EN 60601-1-3 enthalten (Auszug):
- Strahlenschutz
- Konstruktion des Strahlers
- Strahlungsbegrenzung